# 香川県道139号富田中鴨部線
香川県道139号富田中鴨部線（かがわけんどう139ごう とみだなかかべせん）は、香川県さぬき市を通る一般県道である。

## 概要

### 路線データ
- 起点：さぬき市大川町富田中（香川県道133号富田中津田線交点）
- 終点：さぬき市鴨部（国道11号交点）
- 総延長：5.883 km

## 路線状況

### 重複区間
- 香川県道37号三木津田線（さぬき市寒川町神前 - さぬき市鴨部・鴨部南交差点）

### 交通量
| 交通量     |            |            |            |            |            |
| 平日12時間 | 平日12時間 | 平日12時間 | 平日24時間 | 平日24時間 | 平日24時間 |
| 2005年度   | ⇒          | 2010年度   | 2005年度   | ⇒          | 2010年度   |
| 1,343台    | ⇒          | 1,309台    | 1,679台    | ⇒          | 1,662台    |

## 地理

### 通過する自治体
- さぬき市

### 交差する道路
| 交差する道路                        | 交差する場所 | 交差する場所 |
| ----------------------------------- | ------------ | ------------ |
| 香川県道133号富田中津田線           | 大川町富田中 | 起点         |
| 香川県道37号三木津田線 重複区間起点 | 寒川町神前   |              |
| 香川県道37号三木津田線 重複区間終点 | 鴨部         | 鴨部南交差点 |
| 国道11号                            | 鴨部         | 終点         |

### 交差する鉄道
- 高徳線

### 沿線
- アルファ津田カントリークラブ